# Câbles télégraphiques transatlantiques

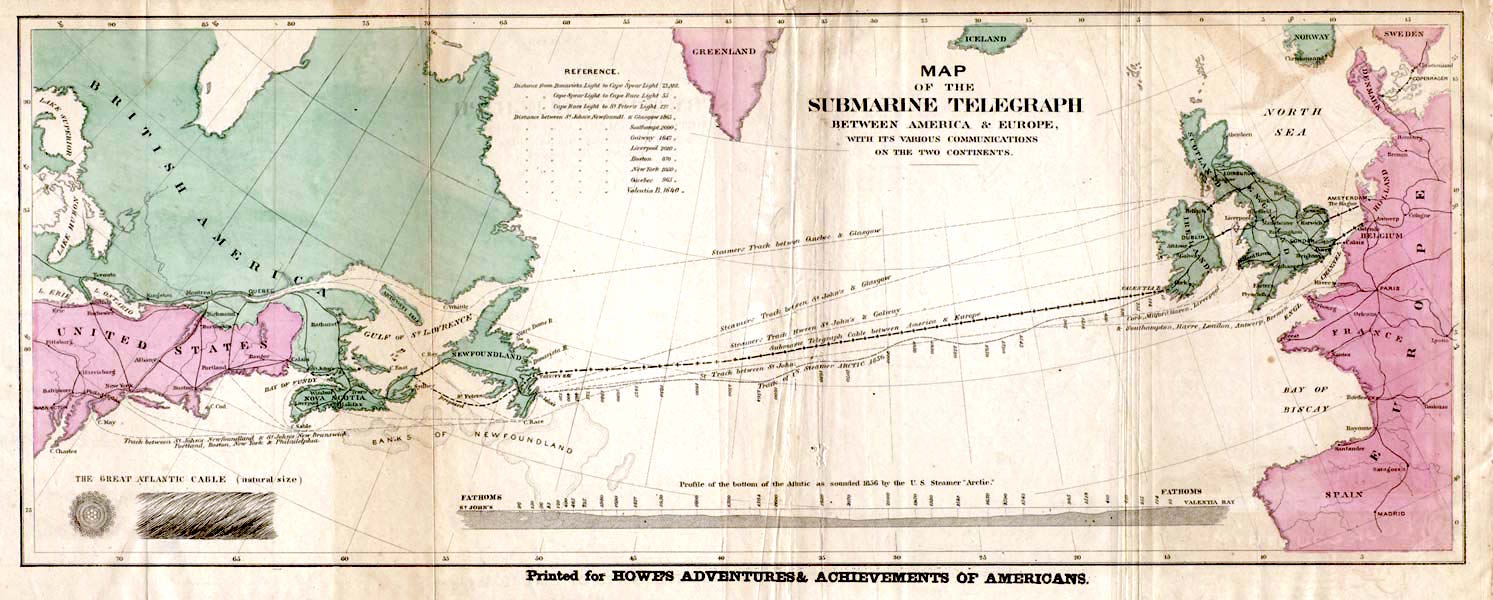
Carte du tracé du 1er câble transatlantique en 1858.

Les câbles télégraphiques transatlantiques sont des câbles sous-marins posés sur le fond de l'océan Atlantique et qui étaient utilisés au XIXe siècle et dans la première moitié du XXe siècle pour les communications télégraphiques internationales.
Le premier câble a été posé en 1858 à travers l'Atlantique, entre Foilhommerum Bay sur l'île de Valentia dans l'ouest de l'Irlande et la baie de Trinity à l'est de Terre-Neuve (Canada). Il a prolongé des câbles sous-marins préexistants reliant le Canada aux États-Unis et l’Irlande à la Grande-Bretagne.
Les premières communications ont eu lieu le 16 août 1858, réduisant le délai d'envoi d’un message entre l'Amérique du Nord et l'Europe de dix jours minimum – le temps nécessaire pour livrer un message par bateau – à seulement quelques heures, mais elles furent interrompues le 5 septembre à cause de l'altération physique du câble. Il faut attendre  un nouveau câble, posé en 1866, pour réduire à quelques minutes le délai d'envoi d'un message. Les câbles télégraphiques transatlantiques n'ont été remplacés qu'au milieu du XXe siècle par des câbles de télécommunications sous-marins dédiés à la téléphonie (TAT-1) puis à la transmission de données (Internet).

## Études préliminaires
Avant la pose des premiers câbles transatlantiques, les communications entre l'Europe et les Amériques se faisaient uniquement par bateau et les violentes tempêtes hivernales retardaient parfois les navires pendant des semaines. Les câbles transatlantiques ont considérablement réduit la latence des communications, permettant l’envoi d’un message et la réception d'une réponse le même jour. Ces câbles ont permis les premières télécommunications internationales à longue distance (bien avant celles par téléphone).
William Cooke et Charles Wheatstone avaient construit le premier télégraphe électrique terrestre opérationnel en 1839 : le télégraphe de Cooke et Wheatstone. Dès 1840, Samuel F. B. Morse avait déclaré sa conviction de la faisabilité d'une ligne télégraphique sous-marine à travers l'océan Atlantique.
Dans les années 1840 et 1850, plusieurs personnes proposèrent la construction d'un câble télégraphique à travers l’Atlantique, dont Edward Thornton et Alonzo Jackman.
Cinq tentatives pour poser des câbles transatlantiques eurent lieu sur une période de neuf ans : la première en 1857, deux en 1858, une en 1865 et une en 1866. Des liaisons durables ont finalement été réalisées avec le câble de 1866 et avec le câble de 1865 (réparé fin 1866), posés par le SS Great Eastern d’Isambard Kingdom Brunel, commandé par Sir James Anderson.
Cyrus West Field et la société Atlantic Telegraph Company furent à l'origine de la construction du premier câble télégraphique transatlantique entre Terre-Neuve et l'Irlande (environ 3 500 km, 1 886 milles marins). Les études préalables à la pose de ce premier câble ont débuté en 1854 et ce projet a abouti en 1858. Ce câble de 1858 n'a fonctionné que pendant trois semaines, mais c'était le premier projet de ce genre à donner un résultat concret. Le premier télégramme officiel transmis entre les deux continents fut un message de félicitations de la reine Victoria du Royaume-Uni au président des États-Unis James Buchanan, le 16 août 1858.

## Premier câble transatlantique (1858)

### Pose du câble

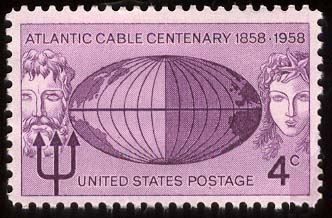
Un timbre-poste américain commémorant le câble transatlantique de 1858.

Cyrus West Field a dirigé l’étude puis la pose du premier câble transocéanique avec Charles Tilston Bright comme ingénieur en chef. Une première étude a été faite pour choisir le tracé, elle a montré qu'un câble entre l’Irlande et l'île de Terre-Neuve (Canada) était réalisable. Ce câble était conçu pour prolonger les câbles sous-marins qui existaient depuis 1856 entre Terre-Neuve et la Nouvelle-Écosse (Canada) (via le détroit de Cabot) et entre l’Irlande et la Grande-Bretagne. Le but était de permettre une liaison télégraphique entre le Royaume-Uni, le Canada et les États-Unis.
Des fonds provenant de sources américaines et britanniques ont été levés par la vente des actions de l'Atlantic Telegraph Company. Cyrus Field lui-même fournit le quart du capital nécessaire.
Le câble se composait de sept fils de cuivre, pesant chacun 26 kg/km (107 livres par mille marin) ; il était recouvert de trois couches de gutta-percha, pesant 64 kg/km (261 livres par mille marin), et enroulé dans du chanvre goudronné, autour duquel une gaine de 18 brins composés chacun de sept fils métalliques, était posée en spirale.
L'ensemble pesait près de 600 kg/km (1,1 tonne par mille nautique), était relativement souple et pouvait résister à une traction de plusieurs dizaines de kilonewtons (plusieurs tonnes). Il a été construit conjointement par deux sociétés anglaises - Glass, Elliot & Co. de Greenwich, et R. S. Newall & Co. de Birkenhead. Plus tard, après la fabrication on a découvert que les 2 sections avaient été fabriquées avec des brins torsadés dans des sens opposés.

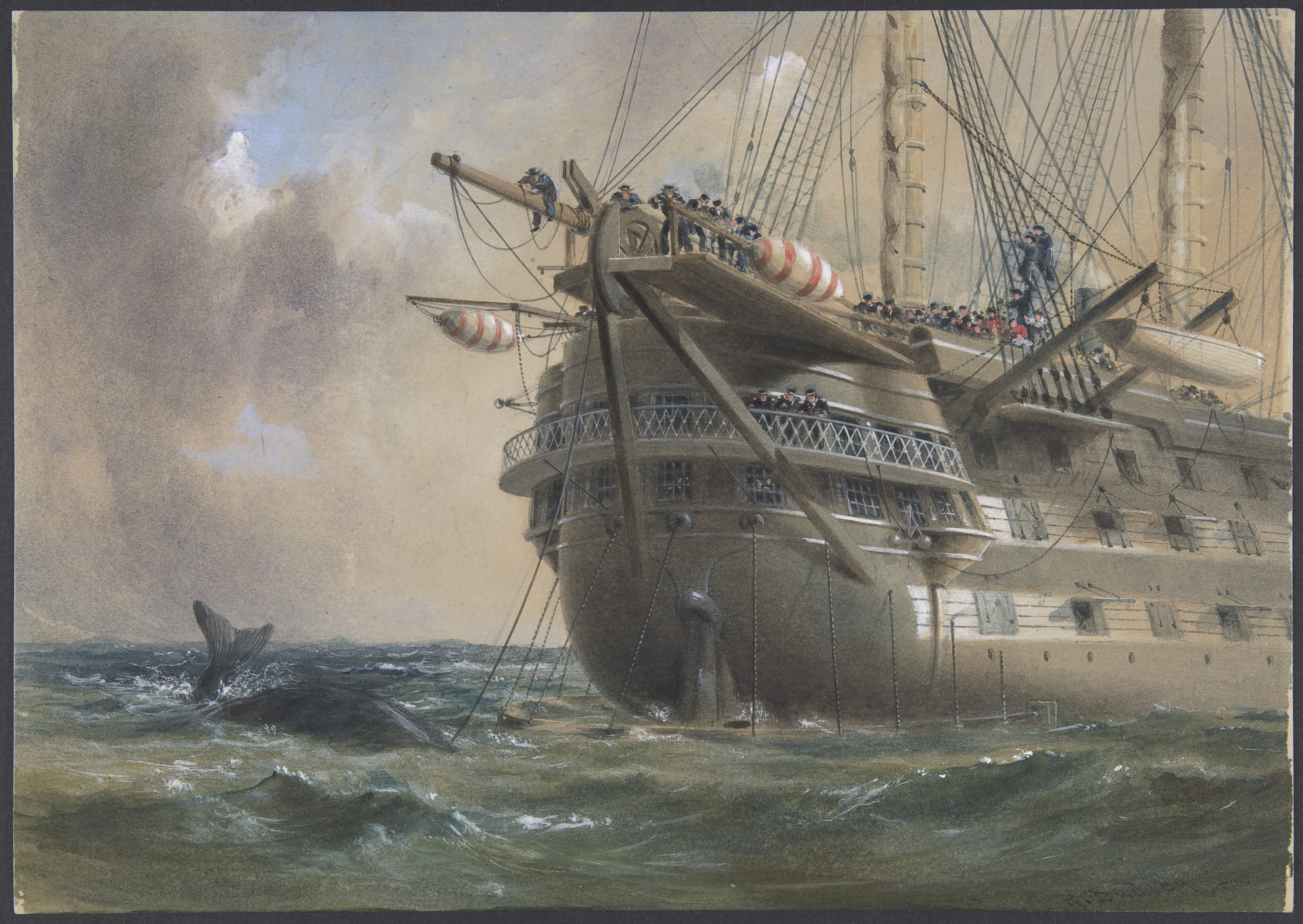
posant le câble de 1858.

La première tentative de pose, en 1857, fut un échec. Les navires câbliers étaient des navires de guerre reconvertis : le HMS Agamemnon et l’USS Niagara ; chacun des 2 navires n'avait la capacité de transporter que la moitié du câble. La pose du câble commença à la rive blanche près du château de Ballycarbery dans le comté de Kerry, sur la côte sud-ouest de l'Irlande, le 5 août 1857. Le câble cassa dès le premier jour, mais il put être récupéré au grappin et réparé. Il cassa une seconde fois, à près de 3 200 m de profondeur, et l'opération de pose fut abandonnée pour l'année 1857.

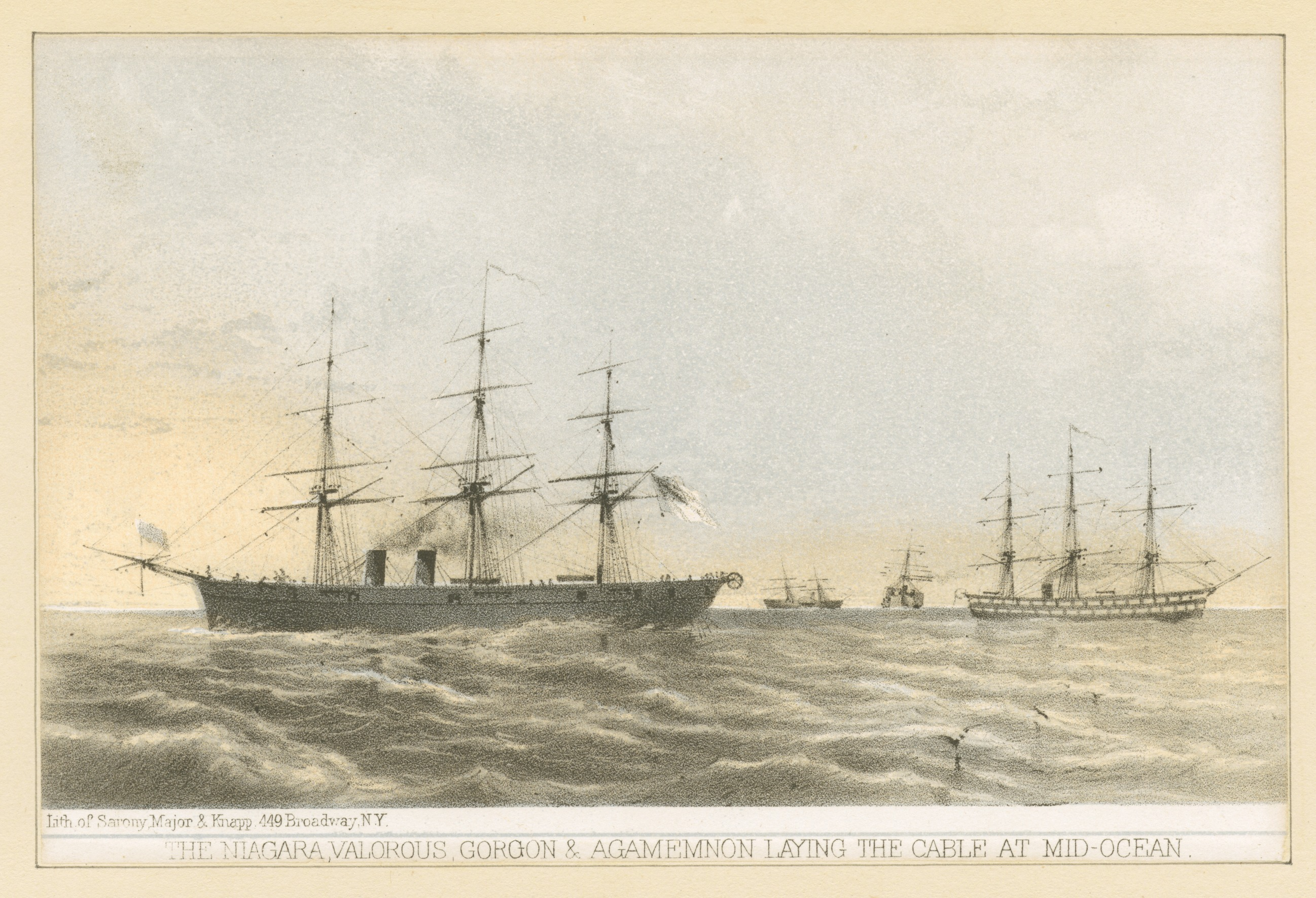
Les 4 navires ayant participé à la pose du câble de 1858 : USS Niagara et H.M.S. Agamemnon au premier plan

L'été suivant, après des tests dans le golfe de Gascogne, l’Agamemnon et le Niagara ont fait une nouvelle tentative. Les navires se sont rencontrés au milieu de l'Atlantique pour y commencer la pose du câble. Les deux moitiés du câble ont été épissées ensemble, et pendant que l'Agamemnon allait vers l'est vers l'île de Valentia, le Niagara faisait route vers l'ouest, vers Terre-Neuve. L'épissure centrale a été faite le 26 juin 1858, et la pose du câble sur le fond a pu commencer. Le câble cassa une première fois après moins de 5,5 km (trois milles marins), une seconde fois après environ 100 km (54 milles marins) et une troisième fois quand environ 370 km (200 milles marins) de câble étaient posés. 
L'expédition revint en Irlande à Queenstown puis repartit le 18 juillet 1858 avec des équipages peu enthousiastes. L'épissure centrale fut achevée le 29 juillet 1858. La pose du câble se déroula cette fois facilement. Le Niagara arriva à Trinity Bay (Terre-Neuve) le 4 août et le lendemain matin, le câble atteignait la côte. L’Agamemnon réussit également son trajet de pose vers l'Irlande. Le 5 août, il arrive à l'île de Valentia, et le câble atteint la rive à proximité de Knightstown sur un site qui sera dénommé « The Telegraph Field ».

### Premier échange de messages à travers l'Atlantique

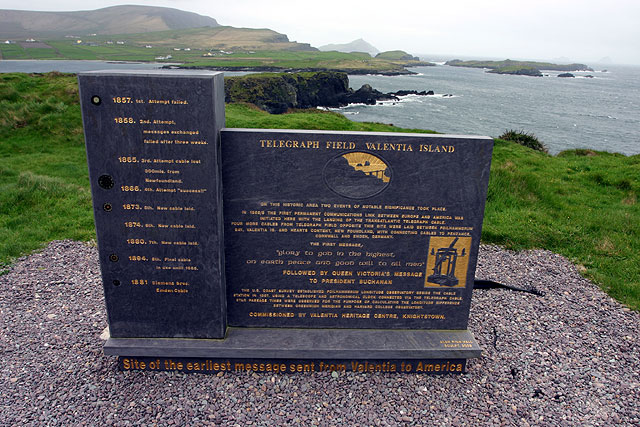
« The Telegraph Field » sur l'île de Valentia en Irlande fut le site d'envoi du premier message télégraphique depuis l'Irlande vers l'Amérique du Nord. En octobre 2002, un monument commémorant la pose du câble transatlantique vers Terre-Neuve a été dévoilé au sommet de la falaise Foilhommerum. Construit avec de l'ardoise de Valentia et conçu par le sculpteur local Alan Hall ; ce mémorial marque l'histoire de l'industrie télégraphique sur l'île à partir de 1857.

Le 16 août 1858, un premier message, en dehors des messages techniques envoyés par les électriciens qui établissaient le système, fut envoyé par le câble. Le message, envoyé depuis l'Angleterre, était : « L'Europe et l'Amérique sont unies par la télégraphie, Gloire à Dieu au plus haut des cieux, paix et bonne volonté aux hommes sur Terre ». La reine Victoria envoya ensuite un télégramme de félicitations au président James Buchanan dans sa résidence d'été à l'hôtel Bedford Springs en Pennsylvanie et exprima l'espoir que le câble constituerait « un lien supplémentaire entre les nations dont l'amitié repose sur leur intérêt commun et leur estime réciproque ». Le président lui répondit que « c'est un triomphe plus glorieux, parce que beaucoup plus utile à l'humanité, que ceux gagnés par des combattants sur le champ de bataille. » et « Que le télégraphe transatlantique, avec la bénédiction du ciel, se révèle être un lien perpétuel de paix et d'amitié entre les nations apparentées, et un instrument destiné par la Divine Providence à répandre la religion, la civilisation, la liberté et la loi dans le Monde ». Ces premiers messages, codés en Morse ont été difficiles à déchiffrer.
Ces messages ont engendré une explosion d'enthousiasme. Le lendemain matin, un tir de salut de 100 canons retentit à New York, les rues étaient décorées de drapeaux, les cloches des églises sonnaient, et la nuit la ville était illuminée. Le 1er septembre, il y eut un défilé suivi d'une procession aux flambeaux et de feux d'artifice, qui provoquèrent un incendie dans l'hôtel de ville.

### Échec et abandon du premier câble
Le fonctionnement du nouveau câble fut compromis par le fait que les deux principaux ingénieurs électriciens de la société avaient des idées très différentes sur la façon dont le câble devait fonctionner. Lord Kelvin et le Dr Wildman Whitehouse se trouvaient aux extrémités opposées du câble, ne communiquant que par le câble lui-même.
Lord Kelvin, situé à l'extrémité ouest (Terre-Neuve), pensait qu'il était suffisant d'utiliser une tension basse et de détecter seulement le front montant du courant qui sortait du câble et qu’il était inutile de surveiller la suite du signal (le code Morse utilisait un courant électrique positif pour un « point » et un courant négatif pour un « tiret »). Lord Kelvin avait inventé un galvanomètre à miroir précisément optimisé pour détecter rapidement le changement de sens du courant.
À l'extrémité est du câble (en Irlande) se trouvait Wildman Whitehouse. Il était l'électricien en chef de la compagnie et docteur en médecine – c’était un autodidacte dans le domaine de l’électricité. Whitehouse estimait que, pour que la détection du changement du sens du courant en réception soit la plus rapide possible le câble devrait être alimenté à partir d'une source à haute tension (plusieurs milliers de volts venant de bobines d'induction).
La situation a été aggravée par le fait qu'alors que du code Morse intelligible était vu sur le galvanomètre à miroir à l'extrémité coté est, Whitehouse insistait pour que le galvanomètre de Kelvin soit déconnecté et remplacé par son propre enregistreur télégraphique breveté qui était beaucoup moins sensible.
Les conséquences de ces mauvaises manipulations et de la conception imparfaite du câble, conjuguées aux tentatives répétées de Whitehouse d’alimenter le câble sous haute tension, ont compromis l'isolation du câble ; il fallait de plus en plus de temps pour envoyer les messages. Vers la fin, l'envoi d'une demi-page de texte de message prenait jusqu'à un jour.
En septembre 1858, après plusieurs jours de détérioration progressive de l'isolant et de corrosion du câble, le câble tomba en panne. Dans l'enquête qui s'ensuivit, le Dr Whitehouse fut jugé responsable de l'échec et la société n'a pas échappé aux critiques pour avoir employé un ingénieur électricien sans qualifications reconnues.
Certains ont aussi fait valoir que la fabrication, le stockage au soleil et la manipulation défectueuse du câble de 1857/1858 auraient de toute façon conduit à une défaillance prématurée.
La défaillance rapide (3 semaines) de ce premier câble mina la confiance du public et des investisseurs et retarda les efforts pour établir une nouvelle connexion transatlantique. La guerre de Sécession, entre 1861 et 1865 contribua aussi à retarder les projets de nouveaux câbles. La tentative suivante ne fut entreprise qu’en 1865 avec des matériaux très améliorés ; après quelques échecs, la liaison fut achevée et mise en service le 28 juillet 1866. Ces nouveaux câbles s'avérèrent plus durables.

## Second et troisième câbles transatlantiques (1865-1866)

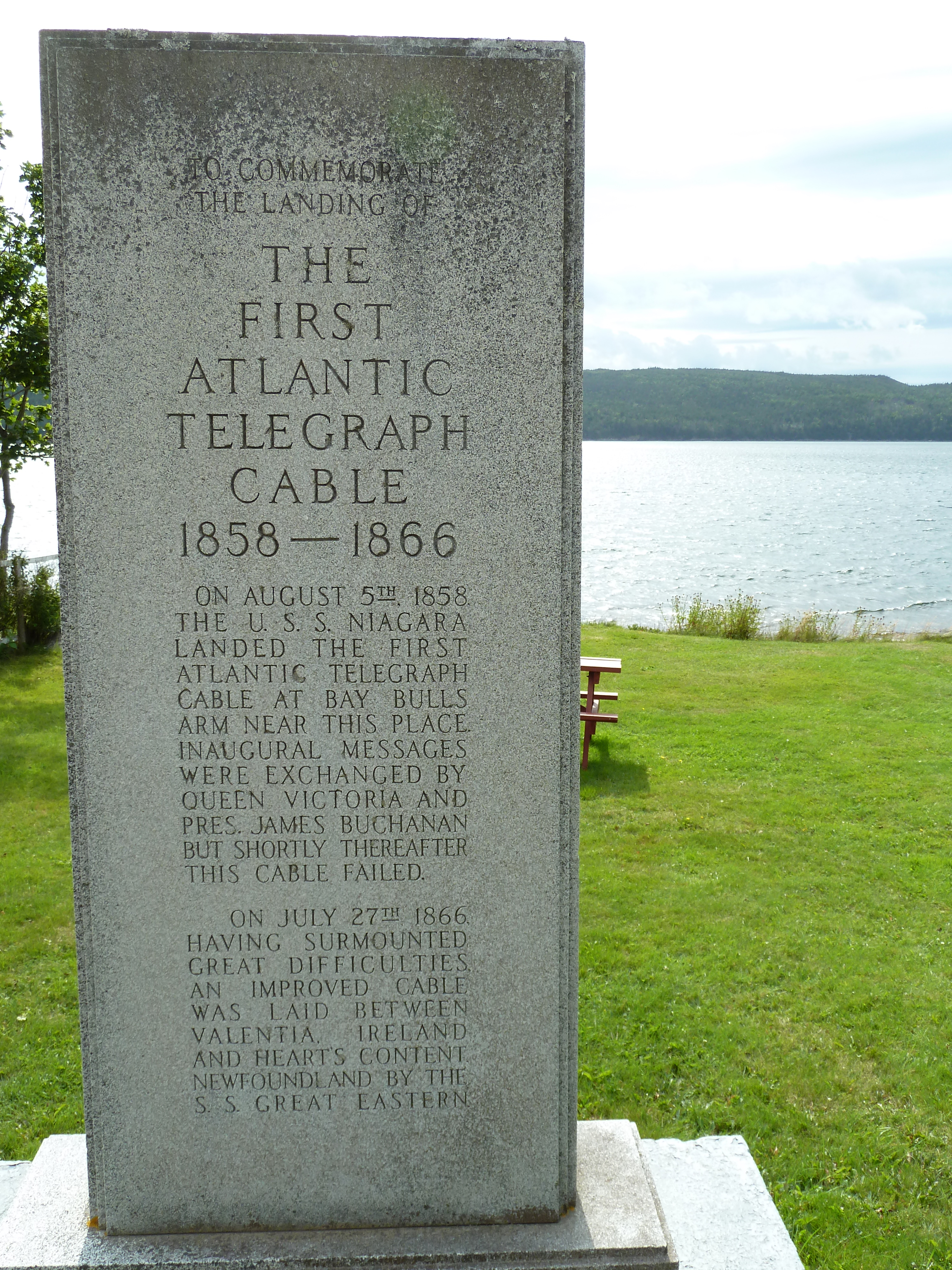
Stèle dressé à Heart's Content (Terre-Neuve) et commémorant la pose des premiers câbles transatlantiques en 1858 et 1866.

### Construction des nouveaux câbles
Avec l’expérience du câble de 1858, un câble amélioré fut conçu sous la responsabilité de Samuel Canning. Le noyau consistait en sept brins torsadés de cuivre très pur pesant 300 livres par mille marin (73 kg/km), enduits d’un composé de Chatterton, puis recouverts de trois couches de gutta-percha, alternant avec trois couches minces d’un composé cimentant l'ensemble et portant le poids de l'isolant à 400 lb/mille marin (98 kg/km). Le noyau était recouvert de chanvre saturé d’une solution de conservateur ; sur le chanvre étaient enroulés en spirale dix brins de fils d'acier à haute résistance produits par Webster & Horsfall Ltd de Hay Mills (Birmingham), chacun recouvert de fins filaments de manille imprégnés de conservateur. Le poids du nouveau câble était de 35,75 quintaux (4 000 lb) par mille marin (980 kg/km), soit près du double du poids de l'ancien câble. L’usine de Hay Mills a réussi à fabriquer en 1865 30 000 milles (48 000 km) de fils métalliques (1 600 tonnes) fabriqués par 250 travailleurs en onze mois.

### Pose par le câblierGreat Eastern

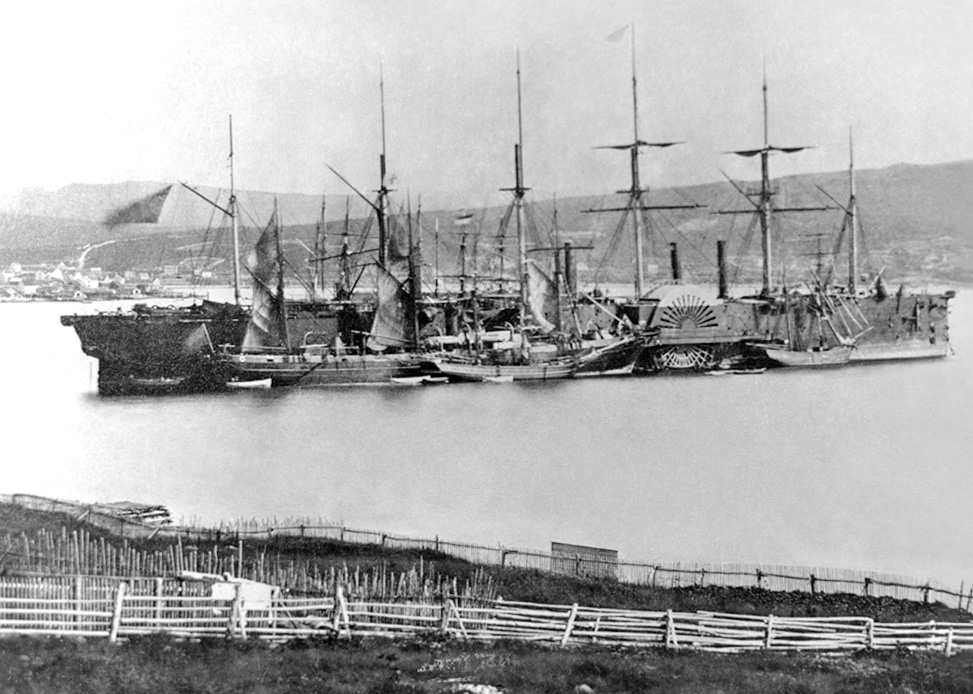
Great Eastern au mouillage devant le village de Heart's Content au Canada.

Le navire câblier Great Eastern, le plus long du monde à cette époque (211 m), avait la capacité d'emporter toute la longueur de câble nécessaire ; il réalisa seul la pose de deux nouveaux câbles transatlantiques durant les années 1865 et 1866. Le câblier était commandé à l'époque par le capitaine Sir James Anderson. Le navire disposait de trois espaces de stockage en cale pour les câbles, le stockage s'effectuant sur de grosses bobines. Ce câblier pouvait transporter une longueur de câble de 2 300 milles nautiques (4 300 km).
À minuit le 15 juin 1865, le Great Eastern quitta l'estuaire de la Tamise en Angleterre pour rejoindre l’Île de Valentia là où se trouvait la connexion avec le câble télégraphique reliant l'Irlande à l'Angleterre. Le 31 juillet après avoir posé 1 062 milles (1 968 km) de câble, ce dernier s’est rompu.
Le Great Eastern rentra en Angleterre, puis se vit confier deux nouvelles missions par l'Anglo-American Telegraph Company. La première était la pose d'un nouveau câble entre l’Angleterre et le Canada (Heart's Content à Terre-Neuve), la seconde étant de terminer la pose inachevée du câble de 1865.
Le Great Eastern fut modifié pour améliorer les équipements du pont qui manipulaient le câble.
Le 13 juillet 1866, il débuta la pose d'un nouveau câble. Malgré une météo difficile et peu de visibilité, le navire mena à bien sa mission durant la journée du 27 juillet 1866, en atteignant le port de Heart's Content à Terre-Neuve (Canada). Le matin suivant à 9 heures un message extrait de l'édito du Times en provenance d’Angleterre arriva au navire : « C'est un grand travail, une gloire pour notre nation ainsi que pour les Hommes qui ont rendu cela possible ». La connexion avec la terre fut effectuée dans la journée. Il s'ensuivit le 29 juillet un échange de télégrammes entre la Reine Victoria et le président des États-Unis Andrew Johnson.

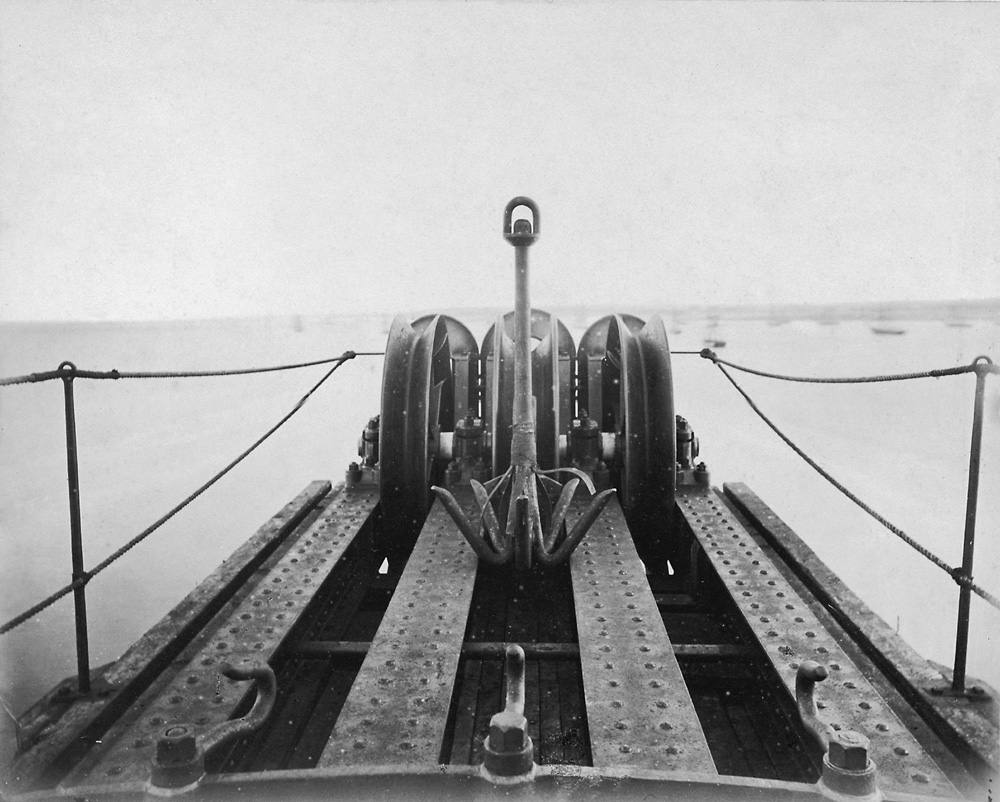
Grappin utilisé pour sonder le fond marin puis remonter le câble.

Le 9 août 1866, le Great Eastern reprend la mer avec pour mission de retrouver le câble perdu en juillet 1865, puis de poursuivre sa mise en place jusqu'à Terre-Neuve. Retrouver un câble perdu au milieu d'un océan s’apparente à chercher une aiguille dans une botte de foin. Robert Halpin, capitaine du câblier durant cette mission, retrouva la zone où le câble avait cassé. Pendant plusieurs jours le navire ratissa lentement le fond marin à l'aide d'un grappin relié au navire. Le câble fut une première fois ramené jusqu'à la surface avant de malheureusement se décrocher du grappin et repartir au fond. Quatre jours plus tard le câble fut une nouvelle fois accroché, l’opération de levage aura duré 26 heures avant de voir le câble sécurisé à bord du navire. Après que l’intégrité du câble eut été contrôlée par des électriciens, l'ancien câble fut connecté au câble présent dans la cale du câblier. Le navire reprit sa route en déroulant le câble vers le Canada. Heart's Content, petit village Canadien situé à Terre-Neuve, fut atteint le samedi 7 septembre 1866. Le Great Eastern avait mené sa mission à bien ; il y avait maintenant deux lignes transatlantiques de télégraphe opérationnelles.

## Câbles transatlantiques suivants

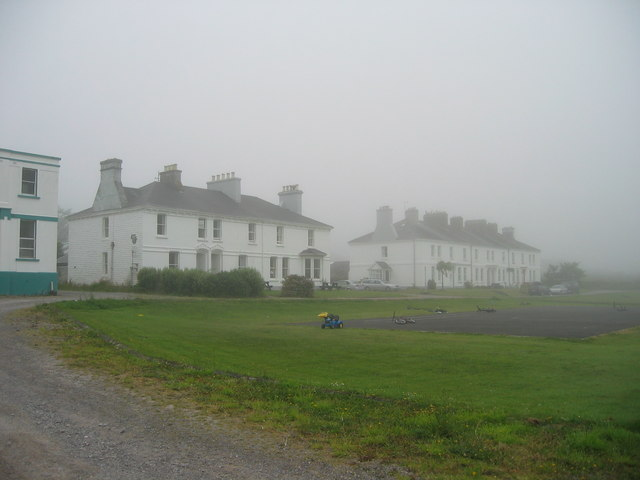
Installations télégraphiques pour le câble sous-marin sur l'île de Valentia, en Irlande, ouvertes en 1868. Le bâtiment sur la gauche est celui d'où part le premier câble transatlantique, vers Heart's Content, à Terre Neuve. Cette installation remplace un petit équipement temporaire installé à Foilhommerum, à 6 km de là. Au centre il y a trois maisons familiales également ouvertes en 1868. À droite, six appartements construits en 1880. juillet 2005.

Des câbles transatlantiques supplémentaires ont ensuite été posés entre Foilhommerum (île de Valentia, Irlande) et Heart's Content (Terre-Neuve) en 1873, 1874, 1880 et 1894 ; d'autres ont été posés entre les États-Unis (Duxbury dans le Comté de Plymouth et Cap Cod) et la France (Brest-Déolen), le Portugal ou la Belgique.
À la fin du XIXe siècle, des câbles britanniques, français, allemands et américains reliaient l'Europe et l'Amérique du Nord et constituaient un réseau sophistiqué de communications télégraphiques.
Dans les années 1870, des systèmes de transmission duplex et quadruplex (multiplexage) ont été mis en place pour pouvoir transmettre simultanément plusieurs messages sur chaque câble.
En 1928, il y avait 21 câbles télégraphiques transatlantiques entre l’Europe et le Canada ou les États-Unis.
Le premier câble sous-marin reliant la France et les États-Unis fut posé en 1869 par la Société du câble transatlantique français. Il reliait le nord du goulet de Brest à Cap Cod près de Boston via Saint-Pierre-et-Miquelon. Il fut posé, comme le câble de 1866, par le navire britannique SS Great Eastern. Quatre autres câbles télégraphiques transatlantiques suivirent avant la fin du XIXe siècle.
Ces câbles sous-marins ont conservé un monopole sur les télécommunications transatlantiques jusqu’à l’invention et le développement des premières liaisons télégraphiques transocéaniques par onde radio (TSF) au début du XXe siècle (première démonstration par Guglielmo Marconi en 1901).

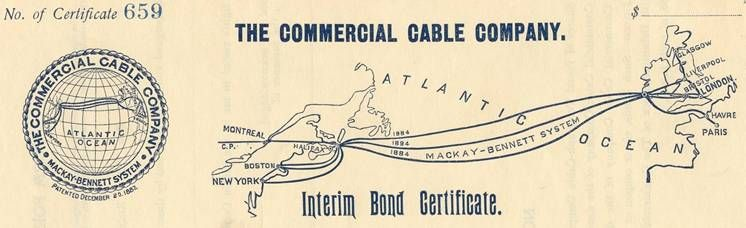
Un certificat de la Commercial Cable Company montrant certains câbles transatlantiques en 1897.

## Vitesses de transmission
Les messages étaient initialement envoyés par un opérateur qui utilisait le code Morse. La réception était très mauvaise sur le câble de 1858, et il fallait deux minutes pour transmettre un seul caractère (une seule lettre ou un seul numéro), soit un débit d'environ 0,1 mot par minute. Ceci malgré l'utilisation d'un galvanomètre à miroir très sensible, une invention nouvelle à l'époque.
La transmission du premier message sur le câble de 1858 a pris plus de 17 heures.
Pour le câble de 1866, les méthodes de fabrication des câbles, ainsi que l'envoi des messages, ont été considérablement améliorés. Le câble de 1866 pouvait transmettre huit mots par minute, - 80 fois plus vite qu'avec le câble de 1858.
Le prix d'un message de vingt mots ou moins, incluant l'adresse, la date et la signature, était de 100 $ or.
Oliver Heaviside et Michael Idvorsky Pupin dans les décennies suivantes ont compris que la bande passante d'un câble est bridée par un déséquilibre entre les réactances capacitive et inductive, ce qui provoque une forte dispersion et donc une distorsion du signal (voir l’équation des télégraphistes). Ce problème est résolu par l’utilisation d’une feuille métallique de blindage ou par des bobines de charge (dites « bobines de Pupin ») placées à intervalles réguliers sur le câble.
Ce n'est qu'au XXe siècle que la vitesse de transmission des messages sur les câbles transatlantiques atteint 120 mots par minute.